# Kumho Asiana Group
Kumho Asiana Group er et sydkoreansk virksomhedskonglomerat (Chaebol) med datterselskaber indenfor automobil, industri, fritid, logistik, kemikalier og luftfart. Koncernen har hovedsæde i Kumho Asiana Main Tower i Seoul, Sydkorea. Koncernen blev etableret i 1946. Blandt de mest kendte selskaber i koncernen er luftfartsselskabet Asiana Airlines og dækproducenten Kumho Tires.

## Datterselskaber
- Air Busan
- Asiana AAS Airport Services
- Asiana Abacus
- Asiana Airlines
- Asiana IDT
- Asiana Leisure
- Jukho School Corporation
- Kumho Arthall
- Kumho Asiana Cultural Foundation
- Kumho Engineering and Construction
- Kumho Express
- Kumho Resort
- Kumho Tires
- Kumho Songnisan Express